# Cities: Skylines
Cities: Skylines és un videojoc de simulació desenvolupat per Colossal Order i publicat per Paradox Interactive. El joc és una simulació de construcció de ciutats oberta per a un sol jugador. Els jugadors participen en la planificació urbana controlant la zonificació, la ubicació de les carreteres, els impostos, els serveis públics i el transport públic d'una àrea.
En aquest joc, el jugador haurà de planificar l'expansió de la ciutat, construint els carrers i delimitant a quines zones es podran construir zones residencials, comercials, industrials i oficines. D'altra banda, també s'haurà de procurar que totes les àrees de la ciutat tinguin els diversos serveis públics que necessiti, com ara policia, bombers, serveis mèdics, recollida d'escombraries i d'altres, així com incorporar les diverses modalitats de transport públic, com ara el metro, autobusos, tramvies, trens... per tal que els ciutadans es puguin desplaçar amb facilitat entre els diversos punts de la ciutat. El joc també simula el trànsit, així que el jugador també s'haurà d'assegurar de dotar la seva ciutat d'una estructura adequada per tal que el trànsit pugui circular amb facilitat, dotant la ciutat d'autopistes que la connectin amb l'exterior. Tot això s'ha de fer tenint cura del pressupost, ja que s'haurà de mantenir en equilibri les despeses que es van fent a la ciutat amb els ingressos que sorgeixen dels impostos.
Els jugadors també poden mantenir una ciutat en un mode de sandbox, la qual cosa proporciona més llibertat creativa per al jugador.
Compta amb diverses expansions majors, que són Industries, Parklife, Green Cities, Mass Transit, Natural Disasters, Snowfall i After Dark, que incorporen noves funcionalitats o milloren certs aspectes del joc. D'altra banda, també compta amb nombrosos DLC menors, que afegeixen mecàniques i funcionalitats accessòries. A més a més, el joc compta amb centenars de modes que incorporen altres millores, així com milers d'assets que permeten fer modificacions menors, principalment estètiques, com ara nous models de cotxe, camió o tren.

## Història
Cities: Skylines és una progressió del desenvolupament dels títols anteriors de Cities in Motion de Colossal Order, que es van centrar en el disseny de sistemes de transport eficaços. Si bé els desenvolupadors van sentir que tenien l'experiència tècnica per a expandir-se a un joc de simulació de ciutat complet, el seu editor Paradox va postergar la idea, tement el domini del mercat de SimCity. No obstant això, després de la fallada crítica del joc SimCity de 2013, Paradox va donar llum verda al títol. L'objectiu del desenvolupador era crear un motor de joc capaç de simular les rutines diàries de gairebé un milió de ciutadans únics, al mateix temps que li ho presentava al jugador d'una manera senzilla, la qual cosa li permetia comprendre fàcilment diversos problemes en el disseny de la seva ciutat. Això inclou la congestió del trànsit realista i els efectes de la congestió en els serveis i districtes de la ciutat. Des del llançament del joc, s'han llançat diverses expansions i altres DLC per al joc. El joc també té suport incorporat per a contingut generat per l'usuari.
El joc es va llançar per primera vegada per als sistemes operatius Windows, macOS i Linux al març de 2015, i els ports per a les consoles de jocs Xbox One i PlayStation 4 es van llançar en 2017 i per a Nintendo Switch al setembre de 2018 desenvolupat per Tantalus Media. El joc va rebre crítiques favorables dels crítics i va ser un èxit comercial, amb més de sis milions de còpies venudes en totes les plataformes fins a març de 2019.

## Forma de joc
El jugador comença amb una parcel·la de terra, equivalent a una àrea de 2 per 2 quilòmetres (1.2 el mi × 1.2 mi),juntament amb una sortida d'intercanvi d'una carretera pròxima, així com una quantitat inicial de diners del joc. El jugador procedeix a agregar carreteres i zones residencials, industrials i comercials i serveis bàsics com a energia, aigua i clavegueram, per a encoratjar als residents a mudar-se i proporcionar-los treball.
A mesura que la ciutat creix més enllà d'uns certs nivells de població, el jugador desbloqueja noves millores de la ciutat, incloses escoles, estacions de bombers, estacions de policia, instal·lacions d'atenció mèdica i sistemes de gestió de deixalles, edictes fiscals i governamentals, sistemes de transport públic i altres característiques per a administrar la ciutat. Una d'aquestes característiques permet al jugador designar parts de la seva ciutat com a districtes. Cada districte pot ser configurat pel jugador per a restringir els tipus de desenvolupaments permesos o per a fer complir regulacions específiques dins dels límits del districte, com permetre només els sectors industrials dedicats a l'agricultura, oferir transport públic gratuït als residents del districte per a reduir el trànsit, augmentant o reduir els impostos per a les diverses classes de desenvolupament, o, amb el DLC Green Cities, imposar un peatge per als vehicles de combustibles fòssils que ingressen a un districte mentre s'exclouen els vehicles híbrids i elèctrics, similar a algunes formes de preus per congestió.
Els edificis de la ciutat tenen diversos nivells de desenvolupament que es compleixen millorant l'àrea local, amb nivells més alts que brinden més beneficis a la ciutat. Per exemple, una botiga comercial augmentarà de nivell si els residents pròxims tenen més educació, la qual cosa al seu torn li permetrà contractar més emprats i augmentar els ingressos fiscals de la ciutat. Quan el jugador ha acumulat suficients residents i diners, pot comprar parcel·les de terra veïnes, cadascuna equivalent en grandària a l'àrea de terra inicial, la qual cosa li permet construir vuit parcel·les addicionals de dins d'un radi de 10 per 10 quilòmetres (6.2 el mi × 6.2 el mi) d'àrea. La limitació del paquet és permetre que el joc s'executi en la més àmplia gamma de computadores personals, però els jugadors poden usar les modificacions de Steam Workshop per a obrir no sols tota l'àrea de construcció estàndard de 25 mosaics del joc, sinó tot el mapa (81 mosaics, 324 quadrats quilòmetres o 125 milles quadrades).
El joc també presenta un sistema de transport robust basat en els Cities in Motionanteriors de Colossal Order, la qual cosa permet al jugador planificar un transport públic efectiu per a la ciutat amb la finalitat de reduir la congestió del trànsit i generar ingressos per trànsit. Les carreteres es poden construir rectes o de manera lliure, i la quadrícula utilitzada per a la zonificació s'adapta a la forma de les carreteres adjacents; les ciutats no necessiten seguir un pla de quadrícula. Les carreteres de diferents amples (fins a les principals autopistes) s'adapten a diferents volums de trànsit, i els tipus de carreteres variants (per exemple, avingudes vorejades d'arbres o carreteres amb barreres de so) ofereixen una menor contaminació acústica o un major valor de les propietats en l'àrea circumdant a un major cost per al jugador. El sistema de carreteres es pot ampliar amb diverses formes de transport públic, com a autobusos, taxis, tramvies, trens elevats, transbordadors i sistemes de metre. Un altre DLC, "Sunset Harbour", permet la construcció de ports pesquers i introdueix noves polítiques per a la pesca.
La modificació, mitjançant l'addició de contingut generat per l'usuari, com a edificis o vehicles, s'admet en Cities: Skylines a través de Steam Workshop. La creació d'una comunitat activa generadora de contingut es va declarar com un objectiu de disseny explícit. El joc inclou diversos terrenys prefabricats per a construir i també inclou un editor de mapes per a permetre als usuaris crear els seus propis mapes, inclòs l'ús de característiques geogràfiques del món real. Les modificacions també estan disponibles per a afectar els elements centrals del joc; Els mods preempaquetados inclouen la capacitat d'eludir el sistema de desbloqueig de nivells de població abans esmentat, fons il·limitats i una configuració de major dificultat.

## Desenvolupament
El desenvolupador finlandès Colossal Order, un estudi de tretze persones en el moment en què es va llançar Cities: Skylines, havia establert la seva reputació amb la sèrie Cities in Motion, que s'ocupava principalment de la construcció de sistemes de transport en ciutats predefinides. Volien passar d'això a una simulació de ciutat més gran com la franquícia SimCity i, en preparació, van desenvolupar Cities in Motion utilitzant el motor de joc Unity per a assegurar-se que tenien la capacitat de desenvolupar aquest esforç major. Van presentar les seves idees al seu editor, Paradox Interactive, però aquests llançaments inicials es van centrar en un angle polític d'administrar una ciutat en lloc de planificar-la; el jugador hauria estat alcalde de la ciutat i hauria establert edictes i reglaments per a ajudar al fet que la seva ciutat creixés. Paradox va considerar que aquestes idees no presentaven un cas prou sòlid com per a enfrontar-se al ben establert SimCity, i Colossal Order va revisar el seu enfocament.
La situació va canviar quan es va llançar la versió 2013 de SimCity i va ser criticada críticament a causa de diversos problemes. Havent anat i vingut amb Colossal Order en la idea de simulació de ciutats, Paradox va aprofitar l'oportunitat del mercat per a donar llum verda al desenvolupament de Cities: Skylines.
Un dels objectius del joc era simular amb èxit una ciutat amb fins a un milió d'habitants. Per a ajudar a aconseguir aquest objectiu, els creadors van decidir simular als ciutadans navegant per les carreteres i els sistemes de trànsit de la ciutat, per a fer que els efectes del disseny de les carreteres i la congestió del trànsit siguin un factor en el disseny de la ciutat. En això, van trobar que el creixement i l'èxit d'una ciutat estaven fonamentalment lligats a quina tan bé estava dissenyat el sistema de carreteres. Colossal Order ja havia estat conscient de la importància dels sistemes de carreteres de Cities in Motion, i va sentir que la indicació visual del trànsit i la congestió del trànsit era un senyal fàcil de comprendre de problemes majors en el disseny d'una ciutat.
Per a representar el trànsit, Colossal Order va desenvolupar un sistema complex que determinaria la ruta més ràpida disponible per a una persona simulada que va i ve del treball o altres punts d'interès, tenint en compte les carreteres disponibles i els sistemes de transport públic pròxims. Aquesta persona simulada no es desviaria de la seva ruta predeterminada tret que la ruta es canviés enmig del trànsit, i en aquest cas seria teletransportada de retorn al seu origen en lloc de calcular una nova ruta des de la seva ubicació actual. Si el viatge requeria que la persona conduís, un sistema de set regles regulava el seu comportament en el trànsit i com es mostrava a l'usuari, com saltar-se algunes regles en ubicacions de la simulació que tenien poc impacte mentre el jugador no les mirava. ubicacions. Això es va fer per a evitar problemes de trànsit en cascada si el jugador ajustava el sistema de carreteres en temps real.9 El sistema de transport dissenyat per l'usuari de la ciutat crea un gràfic basat en nodes que s'utilitza per a determinar aquests camins més ràpids i identifica les interseccions per a aquests nodes. Després, el sistema simula el moviment de les persones en les carreteres i els sistemes de trànsit, tenint en compte la resta del trànsit en la carretera i la física bàsica (com la velocitat en arracades i la necessitat que els vehicles redueixin la velocitat en corbes tancades), per a modelar amb precisió el trànsit. embussos creats pel disseny i la geografia del sistema. Els desenvolupadors van trobar que el seu model demostra amb precisió l'eficiència, o la falta d'ella, d'algunes interseccions de carreteres modernes, com l'intercanvi urbà d'un sol punt o l'intercanvi de diamants divergents.

## Rebuda
Després del seu llançament, Cities: Skylines va rebre una recepció "generalment positiva" dels crítics, segons l'agregador de ressenyes Metacritic . IGN va atorgar al joc una puntuació de 8.5 i va dir: "No esperis escenaris emocionants o esdeveniments aleatoris, però espera quedar-te impressionat per l'escala i moltes parts mòbils d'aquest constructor de ciutats".Destructoid li va donar al joc un 9 de cada 10, el crític afirma: "Cities: Skylines no sols torna als ideals que van fer tan popular el gènere de construcció de ciutats, sinó que els expandeix. Vaig gaudir cada minut que vaig jugar aquest títol, i la planificació, construcció i desenvolupament de la meva ciutat em va brindar imaginació i creativitat com a pocs títols ho han fet".The Escapist li va donar a Cities: Skylines una puntuació perfecta, destacant el seu baix preu i va afirmar que malgrat alguns defectes menors, és "el millor constructor de ciutats en més d'una dècada".
Es va fer una gran comparació crítica entre SimCity i Cities: Skylines, amb el primer vist com el punt de referència del gènere per molts, inclòs el CEO de Colossal Order. Quan el joc es va anunciar per primera vegada, els periodistes el van percebre com un competidor del reinici de SimCity de 2013, que va ser mal rebut, i ho van descriure com "una mica... l'antídot per a l'esforç més recent de Maxis amb SimCity" i "per a satisfer on SimCity no podia". Un article de Eurogamer va abordar "alguna cosa d'un desajustament de grandària" entre el desenvolupador Colossal Order (llavors integrat per nou persones) i Maxis, i les seves respectives ambicions amb Skylines i SimCity. Els crítics generalment van considerar que Cities: Skylines havia reemplaçat a SimCity com el joc líder del gènere, amb The Escapist comparant els dos en una varietat de factors i trobant que Cities: Skylines era el millor joc en totes les categories considerades. No obstant això, alguns crítics van considerar que l'absència de desastres i esdeveniments aleatoris era una cosa de la qual el joc mancava en comparació amb SimCity, així com un tutorial útil i substancial. Els desastres es van agregar al joc en el DLC apropiadament titulat Natural Disasters, així com edificis especialitzats per a detectar-los i respondre a ells.
El govern de la ciutat d'Estocolm, on es troba la seu de Paradox, va utilitzar Cities: Skylinesper a planificar un nou sistema de transport. El desenvolupador de Bus Simulator 18 va planejar les carreteres i autopistes del mapa mundial del joc a través de Cities: Skylinesabans de recrear-ho dins del seu joc per a proporcionar una ciutat aparentment realista i les seves instal·lacions per al joc.
En 2020, Rock, Paper, Shotgun va qualificar a Cities: Skylines com l'habitació millor joc de gestió per a PC.

### Ventes
Cities: Skylines ha estat el títol publicat més venut de Paradox: en 24 hores, es van vendre 250.000 còpies; en una setmana, 500.000 còpies; en un mes, un milió de còpies; i en el seu primer aniversari, el joc havia aconseguit els dos milions de còpies venudes. En el seu segon aniversari, el joc havia aconseguit 3,5 milions de vendes. Al març de 2018, es va revelar que el joc havia venut més de cinc milions de còpies només en la plataforma de PC. En el quart aniversari del joc al març de 2019, Colossal Order va anunciar que Cities: Skylines havia superat els sisunitats venudes en totes les plataformes.